# Ое
 Тази статия е за селището в Белгия.  За японския писател вижте Кендзабуро Ое.  
Оѐ (на френски: Ohey) е селище и община в Южна Белгия, окръг Намюр на провинция Намюр. Населението му е около 4300 души (2006).